# Javier Vales Failde
Francisco Javier Vales Faílde (Fornas, parròquia de San Salvador de Camba, Rodeiro, 7 de desembre de 1872 - Madrid, 30 de març de 1923) fou un sacerdot i escriptor gallec.

## Trajectòria
Fill de José María Vales García, per línia paterna era parent del que fou arquebisbe de Saragossa, Manuel García Gil, i per línia materna de l'arquebisbe de Valladolid Ribadeneira, natural de Chantada. Realitzà els seus primers estudis a Chantada i Ourense. Llicenciat i doctor en Dret per la Universitat de Santiago de Compostel·la, estudià teologia amb el seu oncle Benito Faílde Ribadeneira, degà de la catedral de Tui, celebrant la seva primera missa al pazo matern de Faílde, a la parròquia de Santo Estevo do Salto. Es va traslladar a Madrid, on fou nomenat Vicari general de la diòcesi en 1899, ocupant la càtedra de Principis d'Economia Cristiana del Seminari. Fou nomenat Provisor del bisbe de Madrid, Victoriano Guisasola y Menéndez, en 1903 i en 1914 Jutge Auditor del Tribunal de la Rota. Fou Capellà del Rei Alfons XIII, sacerdot del Reial Palau i confessor de la Reina Victòria Eugènia. Quan es va suïcidar tallant-se el coll amb un ganivet en 1923, estava proposat per a Bisbe de Sió, Vicari general castrense i Patriarca de les Índies.
Com a escriptor va col·laborar en diversos diaris catòlics gallecs, publicà treballs de sociologia, literatura i dret canònic. Des de 1907 dirigí la revista Galicia. Interessat pels temes socials, col·laborà en la Revista Social, i assistí al Congrés Internacional per la repressió de la immoralitat celebrat a Londres en 1913.
Fou membre de la Reial Acadèmia de Ciències Morals i Polítiques des de 1918, corresponent de la Reial Acadèmia de la Història, vicepresident de la Reial Acadèmia de Jurisprudència i Legislació i rector de la Universitat Catòlica.

## Obres
- Emigración, 1901.
- La emigración gallega, 1902.
- Un sociólogo purpurado, 1909.
- Crisis de la familia obrera, 1910.
- Rosalía de Castro.
- La Rota Española.
- Causas canónicas para el divorcio, 1916.
- Disolución del matrimonio rato, 1921.
- La emperatriz Isabel.